# Масленков, Станислав Борисович
Станислав Борисович Масленков — советский и российский учёный-металлург, специалист в области жаропрочных сплавов. Доктор технических наук, профессор. Лауреат Государственной премии СССР.

## Биография
Станислав Борисович Масленков родился 12 марта 1932 года. Выпускник физико-химического факультета Московского института стали и сплавов. Начал трудовой путь в 1956 году. младшим научным сотрудником лаборатории жаропрочных сплавов ЦНИИчермет им. И. П. Бардина. С 1958 года — руководитель группы физических исследований, с 1961 года — начальник организованной им лаборатории физики качественных сталей, специализирующейся на исследованиях различных сплавов в системе чёрной металлургии.
Более 10 лет работал в Институте металлургии им. А. А. Байкова, заместитель директора института.
Последние годы деятельности С. Б. Масленков посвятил научной журналистике. При его непосредственном участии издательство «Наука и технологии» организовало ряд новых журналов: «Материаловедение», «Технология металлов», «Химическая технология», «Ремонт, восстановление, модернизация». Был главным редактором журнала «Технология металлов», заместителем главного редактора журнала «Материаловедение».

## Научная деятельность
Первая крупная научная работа С. Б. Масленкова была посвящена изучению тонкой структуры жаропрочных сплавов. С. Б. Масленков сразу заявил о себе как о неординарном ученом: он не стал подражать сложившимся мнениям своих учителей, а сделал свои оригинальные выводы, тем самым поставив последнюю точку в затянувшемся споре о природе упрочения дисперсионнотвердеющих сплавов.
Важным направлением научной работы С. Б. Масленкова стало изучение явления дендритной ликвации. Разработав новый физико-химический подход к этому явлению, С. Б. Масленков пришел к обобщениям, позволяющим предсказывать химическую неоднородность практически всех известных и новых сплавов. Занимаясь кристаллизацией, С. Б. Масленков впервые указал на важную роль поперечных границ зерен в жаропрочных сплавах нового поколения, получаемых направленной кристаллизацией или монокристальным литьем.
Построив тройную диаграмму Ni-Al-Mo, С. Б. Масленков и его сотрудники показали, что используя дисперсные интерметаллидные структуры, можно за счет дисперсионного твердения получить твердость выше твердости быстрорежущей стали, и предложил составы, тепловая стойкость которых на 200—250 градусов Цельсия выше всех быстрорежущих сталей.
С. Б. Масленков во многом способствовал повышению интереса к такой важной научно-технической проблеме как проблема покрытий.
Вместе с сотрудниками С. Б. Масленков создал ряд уникальных сплавов: среди них лучший сплав на основе молибдена ЦМ-10, за разработку которого С. Б. Масленкову присуждена Государственная премия СССР, и самый жаростойкий высокотехнологичный сплав ХН45Ю, способный работать при температурах до 1350 градусов Цельсия.
Под руководством С. Б. Масленкова 32 соискателя защитили кандидатские диссертации, двое из них стали докторами наук. Автор и научный редактор 10 монографий, свыше 200 статей, на его счету 80 изобретений, защищенных авторскими свидетельствами.